# Hessische Bergstraße

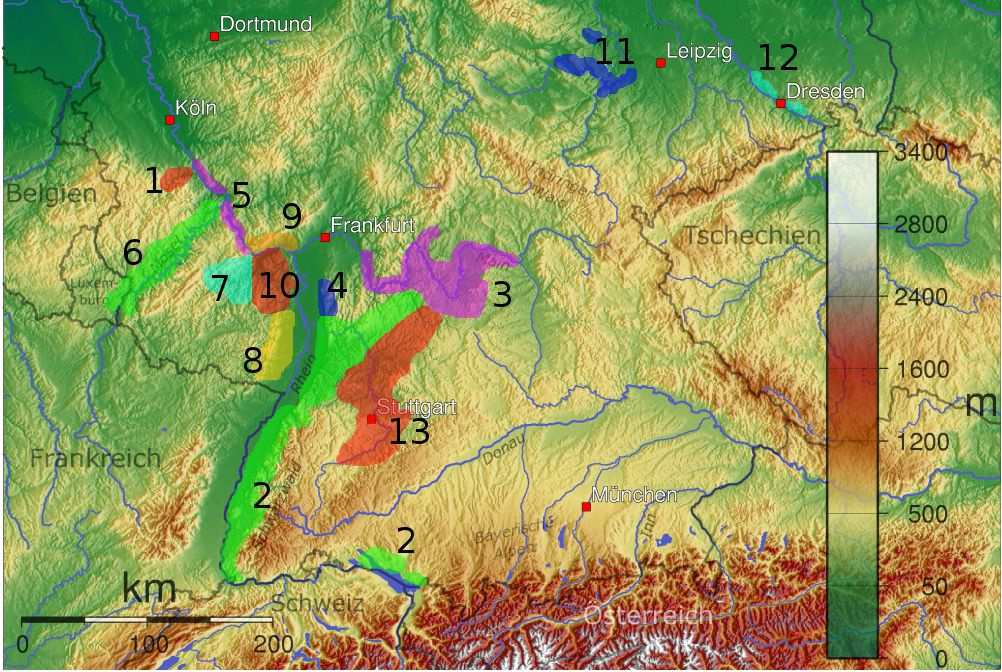
De wijnstreek Hessen is nummer 4 op de kaart.

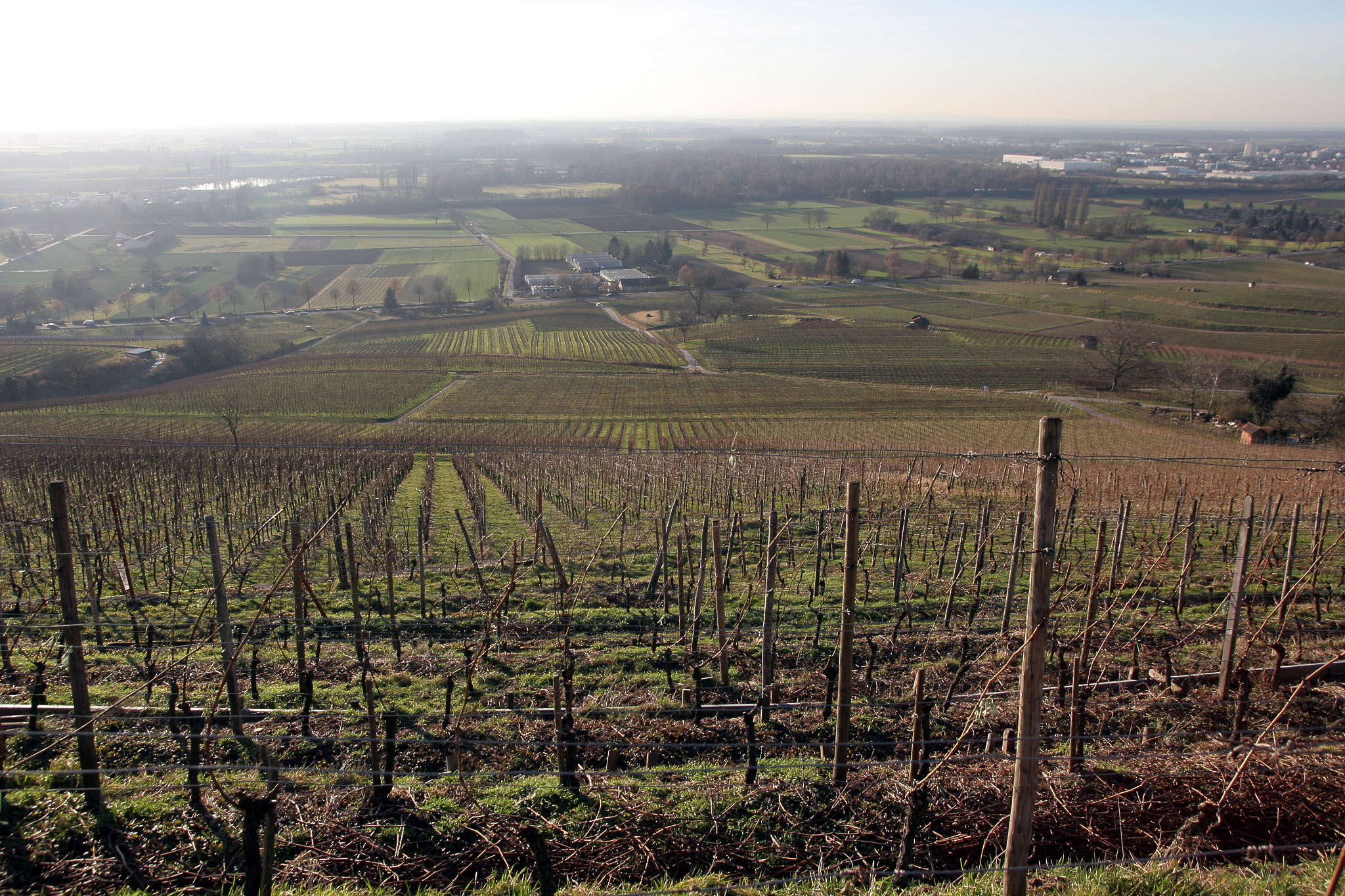
Uitzicht vanuit wijngaard “Heppenheimer Stemmler”.

De Hessische Bergstraße is een van de 13 Duitse kwaliteitswijngebieden. Het is met ongeveer 440 hectare aan wijngaarden een van de kleinere wijngebieden. Bergstraße betekent letterlijk vertaald “bergweg” en deze ligt in de deelstaat Hessen op de westelijke helling van het Odenwald langs de Boven-Rijnse Laagvlakte. De Bergstraße zelf is overigens een 68 kilometer lange weg van Darmstadt in het noorden tot Wiesloch in het zuiden.

## Geschiedenis en klimaat
De Romeinen begonnen hier vermoedelijk zo’n 2000 jaar geleden met het planten van wijnstokken. In de 8e eeuw werd in de Lorscher Codex voor het eerst de wijnbouw - van de toen nog gehele Bergstraße - gedocumenteerd.
Pas sinds 1971 is de Hessische Bergstraße als apart wijnbouwgebied aangewezen. Voor die tijd behoorde het tot de Badische Bergstraße van het wijnbouwgebied Baden-Württemberg. Dit vanwege de herstructurering van het gebied, maar zeker ook vanwege het bijzondere microklimaat en steile wijngaarden. Het klimaat wordt weleens aangeduid als “Duitse Rivièra”. Het is er warmer dan in omliggende streken.

## Wijnbouw
Ten noordwesten van Darmstadt bij Roßdorf, Dietzenbach en Groß-Umstadt liggen wijngaarden die tezamen ook wel het “Odenwälder Weininsel” genoemd wordt.
Even zuidelijker vindt wijnbouw plaats in enkele wijngaarden nabij Seeheim-Jugenheim en Alsbach-Hähnlein. Vanaf Zwingenberg richting Heppenheim liggen de grotere percelen.
De meeste wijn wordt in de regio door de wijnboeren zelf verkocht. Omdat er meer dan 600 kleine wijnbedrijven zijn, is het merendeel verenigd in wijnbouw-coöperaties. Ook zijn er veel kleine wijngaarden waarvan de eigenaar deze naast een andere baan verzorgt.
Ongeveer de helft van de wijn wordt gemaakt van de Riesling-druiven. Daarnaast Müller-Thurgau, Grauburgunder (Pinot gris) en kleinere hoeveelheden van onder andere Silvaner, Kerner en Scheurebe. Tezamen goed voor bijna 90% van de daar gemaakte witte wijn. Voor rode wijn wordt er Pinot noir, Dornfelder en St.Laurent verbouwd.

Panoramafoto gemaakt tussen Hemsberg (links) en Starkenburg (rechts).